# BVG B
BVG B는 베를린 지하철 최초의 대형 규격용 차량이다. 1924년부터 1929년까지 생산되었으며, 세부적으로는 BI형과 BII형으로 구분된다. 두 형식간에는 전동기 출력 및 차량 중량에 차이가 있다. BI형 차량 전두부에는 타원형 창문이 장착되어 있으며, 여기에서 기원한 터널 올빼미(Tunneleule)라는 별명이 있다.

## 개발
베를린 U반 최초의 노선 개업 이후 승객 수 증대를 위한 대형 규격 노선 건설이 고려되고 있었다. 당시 베를린시는 전폭 2.65 m 차량이 운행 가능한 자체적인 지하철 노선 건설을 추진하고 있었다. 제1차 세계 대전으로 인한 지연 끝에 남북 도시철도(현재의 U6) 노선이 1923년 1월 30일에 개통할 수 있었다. AEG에서는 영업 운행 이전에 시제차를 제작했으나 양산형 차량을 생산하기에는 설비 용량이 부족했다. 당시에는 다른 차량이 없었기 때문에 소형 규격 노선에서 운행했던 호흐반게젤샤프트 소속 A형 차량에 발빠짐 방지판을 장착해서 운행해야 했다. 이러한 방안은 임시방편이었기 때문에 베를린시에서는 바우첸 소재 부슈(Busch), 뉘른베르크 소재 MAN에 BI형 차량 동력차 16량, 객차 8량의 생산을 의뢰했다. 당시 기준에 따라서 2등석과 3등석으로 구분되었으며, 빨간색 객차는 흡연, 노란색 객차는 금연칸으로 구분되었다.
노선망 확충에 따라서 여러 단계에 걸쳐서 차량이 반입되었다. 최종 반입분 2개 배치는 3량에서 5량으로의 증결을 위한 순수 객차로만 구성되어 있다.
1927년부터 BII 차량이 도입되었다. 전체 전동기 출력이 300 kW에서 400 kW로 향상되었다. 전두부 형상 역시 BI형의 타원형에서 BII형에서는 사각형으로 바뀌었다. 전동기 출력의 차이로 인하여 상호간의 병결 운행은 불가능했으며, 기계적으로만 연결이 가능했다.
B형 차량은 CI, CII, D선(현재의 U6, U7, U8)에서 운행했으며, 나중에 개통한 E선(현재의 U5)과 G선(현재의 U9)에서는 신형 차량이 운행했다.
제2차 세계 대전 당시 동력차 6량, 객차 9량이 폭격으로 파괴되었고, 일부 차량은 손상을 입었다. 1947년에는 당시 BVG에서 남아 있던 BI형의 차량의 부품을 사용하여 동력차 16량과 객차 19량을 조립했다. 사실상 재조립 과정을 거쳐서 BII형에 편입되었다. 이 중 동력차 2량은 무동력으로 개조된 베를린에 남아 있었던 CIII형 차량과 연결되어 영업 운행에 투입되었다. 서로 다른 형식간의 차량이 조합된 베를린 U반에서의 유일한 운행 사례이기도 하다. 1953년에는 BI형 객차 8량을 제어차로 개조했으며, 운전대 설치 외에도 공기제동이 추가되었다.
서베를린에서 B형 차량은 CII선과 D선에만 운행했고, 다른 대형 규격 노선에는 신형 차량이 투입되었다. D선에는 알렉산더플라츠역에서 동베를린 소속 E선과 연결선이 있었기 때문에 이를 통한 기술 스파이와 차량 납치를 우려하여 상대적으로 신형이었던 C형 차량은 운행하지 못했다. 1969년 당시의 6호선에서 마지막 B형 열차가 운행했다.

## 차량

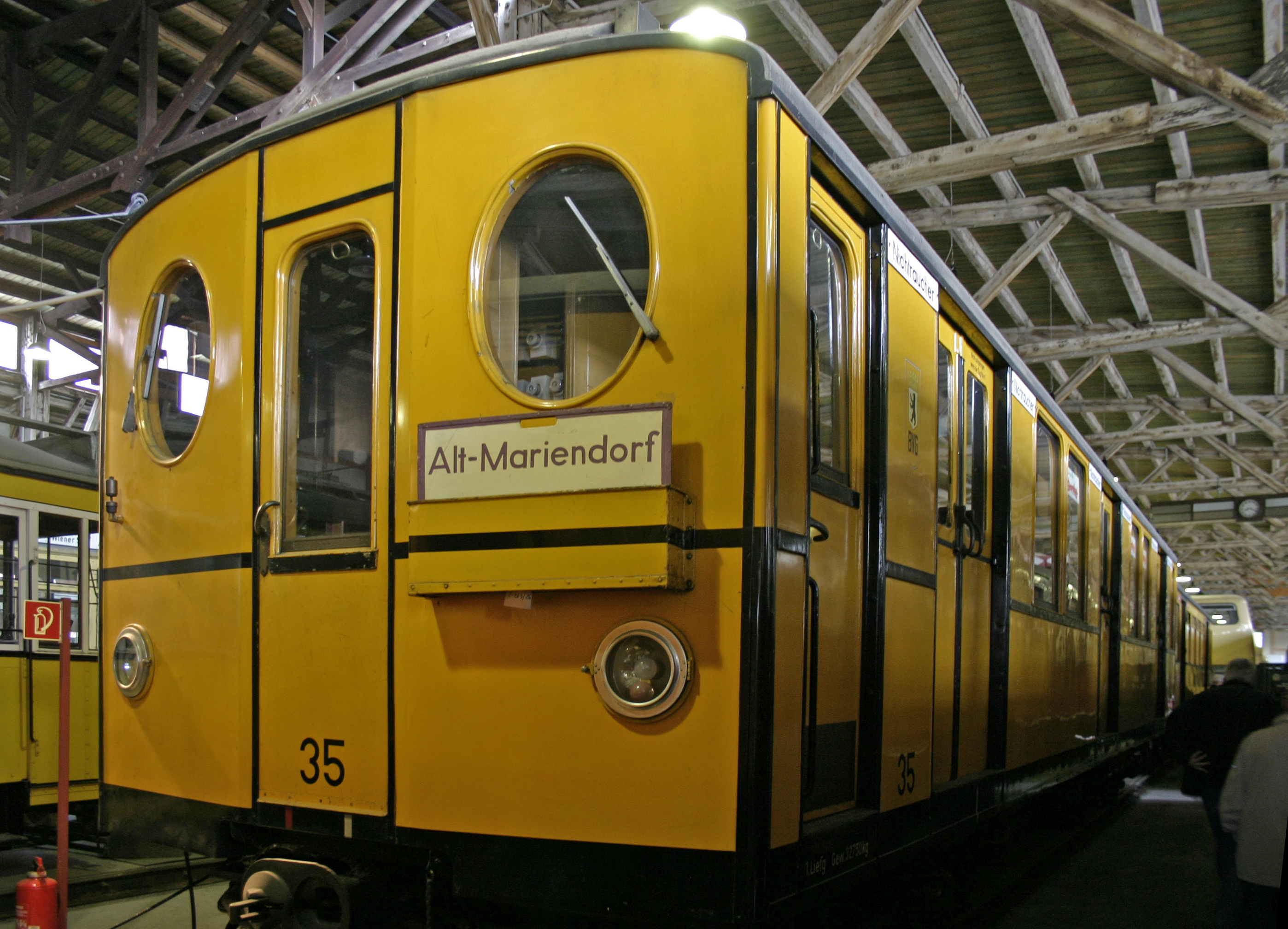
BI형 차량 35호의 원형 전두부 창문, 2018년

동력차와 객차 모두 전장 13.5 m이다. 차량에는 양쪽에 출입문이 3개씩 장착되어 있으며, 각 출입문은 포켓 도어 방식이다. 2등석과 3등석 의자가 롱시트 형태로 장착되어 있고, 객실 내부는 나무로 내장재를 구성했다.
동력차의 전동기는 75 kW 4기가 장착되어 있었으며, 각각 대차별로 2개씩(축당 1개씩) 장착되어 있었다. BII형에서는 개별 전동기 출력이 100 kW로 증대되었다. 열차 증량을 위해서 1920년대 중반에 3번째 중간차가 제작되었으며, 그 이전에 생산된 객차와는 다르게 공기 압축기가 장착되어 있지 않았다. 전체 편성에서 최대 1량까지만 압축기가 없는 차량이 운행할 수 있었기 때문에 5량 편성 운행 시 중간차로만 연결될 수 있었다.
BI형 차량의 원형 전두부 창문은 BII형에서 사각형으로 대체되었다.

## 참고 문헌
- Gustav Kemmann: Neue Wagen der Berliner Nordsüdbahn. In: Verkehrstechnik, 5. Jahrgang, Nr. 13 (28. März 1924), S. 115–118.
- Andreas Biedl (2005). 《Die Fahrzeuge der Berliner U-Bahn. Typ B》. Berlin: Verlag B. Neddermeyer. ISBN 3-933254-56-6.